# Thorntonville (Teksas)
Thorntonville je gradić u američkoj saveznoj državi Teksas. Prema popisu stanovništva iz 2010. u njemu je živjelo 476 stanovnika.